# Kritika slov
Kritika slov je soubor esejí a fejetonů Karla Čapka. Poprvé byl vydán v roce 1920. Původně však dílo vycházelo v Národních listech.
Většina fejetonů se zabývá českým jazykem, nepřesností významů a špatným používáním frází. Autor se pozastavuje nad tím, nakolik se ve frázích odráží česká povaha a jak se stálým slovním spojením pracuje žurnalistika. Právě novinářská praxe často kazí pravdivost frází. Jejich pravdivost se postupně vytrácí.

## Fejetony
| 1. My versus Já    | 11. Psí počasí | 21. Ismus   | 31. Přísloví    | 41. Duch doby           | 51. Relativní |
| 2. My, národ něčí  | 12. Svéráz     | 22. Tvůrčí  | 32. Pravda      | 42. Politika            | 52. Život     |
| 3. Cizí vlivy      | 13. Pověra     | 23. Příroda | 33. Zorný úhel  | 43. Hmotařství          |               |
| 4. Novota          | 14. Zobák      | 24. Kultura | 34. Pouhost     | 44. Hráti               |               |
| 5. Příliš          | 15. Úkol       | 25. Vůle    | 35. Přehodnotit | 45. Bůh                 |               |
| 6. Šedý            | 16. Smrt       | 26. Pud     | 36. Nej...      | 46. Zítřek              |               |
| 7. Horečný         | 17. Stanovisko | 27. Chladný | 37. Půda        | 47. Forma               |               |
| 8. Žádné „vy‟      | 18. Překonati  | 28. Zvířecí | 38. Náš         | 48. Otázka čili problém |               |
| 9. Návrat k někomu | 19. Zásada     | 29. Světový | 39. Boj, zápas  | 49. Dávno               |               |
| 10. Povinnost      | 20. Neplodný   | 30. Logicky | 40. Třída       | 50. Zkušenost           |               |